# Kudadhoo (Thaa-atol)
Kudadhoo is een van de onbewoonde eilanden van het Thaa-atol behorende tot de Maldiven.